# 오쿠다 유다이
오쿠다 유다이(일본어: 奥田 雄大, 1997년 5월 1일~)는 일본의 축구 선수이다.

## 구단 경력
그는 2020년 J2리그의 도쿠시마 보르티스에 입단했다. 2021년 일본 풋볼 리그의 이와키 FC로 이적했다. 일본 풋볼 리그 우승으로 J3리그로 승격했다. 2022년 J3리그의 테게바자로 미야자키로 이적했다. 2023년부터 2024년까지 가마타마레 사누키에서 뛰었다. 2025년 나라 클럽로 이적했다.